# SAITARO
SAITARO（さいたろう、1978年2月3日 - ）は、日本のベーシスト。富山県出身。血液型はA型。

## 略歴
1999年
- 6月6日：Missile Girl Scootのベーシストとして加入、プロデビュー
- 7月30日：フジロックフェスティバル〜リーバイス NEW STAGE〜に出演
- 9月17日：Dragon Ashの企画・主催によるイベント『TMC（Total Music Communication）』に出演
- 12月8日：3rdシングル「ONE TRACK MIND」を東芝EMIよりリリース

2000年
- 2月9日：1stアルバム「FIESTA!」リリース
- 2月16日：「Hype the party up」ツアー開始
- 3月11日：Missile Girl Scootを脱退

2002年
- Lotsa Signal結成

2003年
- 10月：U-ri（ex.Missile Girl Scootボーカル）のソロバンドにサポートベーシストとして参加

2004年
- 3月：THE冠（冠徹弥ソロバンド・ex.So What?ボーカル）にサポートベーシストとして参加
- 6月：LONG SHOT PARTYに加入
- 11月10日：約2年ぶりとなる3rdミニアルバム「RazzoodocK」をR and Cよりリリース

2005年
- 1月 - 2月：「RazzoodocK」レコ発ツアー"CHAMPIONS CARNIVAL TOUR 2005"を開催
- 3月9日：THE冠（冠徹弥ソロバンド・ex.So What?ボーカル）1stミニアルバム 「冠祭」に参加
- 4月20日：2ndアルバム「Gardens 13h」をリリース
- 5月 - 7月："TOUR '05 ―Garden―"、続いて9月 - 10月"下町のナポレオンツアー"を開催

2006年
- 9月6日：3rdアルバム「Poitirhythm」をリリース

2007年
- 10月：デフスターレコーズに移籍

2008年
- 1月23日：メジャー1stシングル「distance」（アニメ「NARUTO -ナルト- 疾風伝」オープニングテーマソング）をリリース。
- 2月 - 3月："LIVE TOUR 2008"を開催
- 3月1日：配信限定シングル「春夏秋冬〜春花〜」をリリース
- 5月14日：メジャー2ndシングル「マイウェイ」をリリース

2009年
- 1月28日：メジャー3rdシングル「あの日タイムマシン」（アニメ「続 夏目友人帳」オープニングテーマソング）をリリース
- 2月7日：2009年スカパー!Jリーグ中継オフィシャルソングに「ハートビート」が決定と発表
- 8月5日：メジャー4thシングル「ハートビート」をリリース

2010年
- 7月3日：フランスで開催されるJAPAN EXPO 2010に出演 （他出演：X JAPAN、聖飢魔II、モーニング娘。等）
- 7月28日：メジャー1stアルバム「LONG SHOT PARTY」をリリース
- 12月28日：Shibuya eggmanでのワンマンライブ「THANKS 2010」をもって解散

2011年
- 2月：G-YUN（ex.GOLLBETTY）のソロバンドにサポートベーシストとして参加
- 5月10日：G-YUN 1stシングル 「Message」MVに参加
- 6月：野条しほのソロバンドにサポートベーシストとして参加
- 7月13日：NIKIIE 1stアルバム「*(NOTES)」収録「NAME」のMVに参加
- 8月：Risaのソロバンドにサポートベーシストとして参加
- 8月23日：G-YUN 1stアルバム「HiMYMEMINE」にサポートベーシストして参加

## ディスコグラフィ
シングル
- ONE TRACK MIND / Missile Girl Scoot（1999年12月8日）
- distance / LONG SHOT PARTY（2008年1月23日）　アニメ「NARUTO -ナルト- 疾風伝」オープニングテーマソング
- マイウェイ / LONG SHOT PARTY（2008年5月14日）
- あの日タイムマシン / LONG SHOT PARTY（2009年1月28日）　アニメ「続 夏目友人帳」オープニングテーマソング
- ハートビート / LONG SHOT PARTY（2009年8月5日）　　2009年スカパー!Jリーグ中継オフィシャルソング

ミニアルバム
- RAZZOODOCK / LONG SHOT PARTY（2004年11月10日）

アルバム
- FIESTA! / Missile Girl Scoot（2000年2月9日）
- Gardens 13h / LONG SHOT PARTY（2005年4月20日）
- Pointirhythm / LONG SHOT PARTY（2006年9月6日）
- LONG SHOT PARTY / LONG SHOT PARTY（2010年7月28日）

配信限定
- 春夏秋冬〜春花〜 / LONG SHOT PARTY（2008年3月1日）

オムニバス
- Cross-The Street / LONG SHOT PARTY（2004年12月16日）[disc1]M9.Magic Blue Case（LA-PPISCH）

参加作品
- Frisbee／U-Ri（2003年10月1日） M4.Blueに参加
- 冠祭／THE冠 （2005年3月9日） 全曲参加
- ホットカプセル／アルファ（2006年4月12日） M1.モンキーダンス（エレクトロ）、M2.エクスタシー温泉2006（エレクトロパンク）に参加

GEAR
MikeLull 「modernV」（5弦）
Fender 「'77 JazzBass」（4弦）
Specter NS-2C（4弦）
ESP 「AMAZE-CTM」（4弦）